# 伊東誠 (作画監督)
伊東 誠（いとう まこと、1953年9月23日 - ）は、日本のアニメーター、作画監督。

## 経歴・人物
最初は友人の紹介で木村圭市郎のプロダクション『ネオメディア』に入るも、1週間で辞めてその後髙倉建夫のプロダクション『タカプロ』に1年間在籍、その後はフリー。アニメ業界入りするまではアニメーターという仕事さえ知らなかったという。多数の作画監督を手掛けるうち、最もテレビアニメの監督や原画を担当する。当初は、1970年代から1980年代にかけて同種の仕事に携わっていたが、1989年以降に入るとやなせたかし原作の『それいけ!アンパンマン』の作画監督を大道博政、鈴木寿美、笠原彰らと共に専属で務めることになり、劇場版の原画や同時上映の作画監督を務めることも少なかった。
現在は一線を退いている。アンパンマンシリーズ降板後は、自身の担当話のほとんどで原画を担当した妻の伊東絵美（旧姓：星野）が作画監督・原画担当を引き継いだ。

## 主な作品

### 作画監督
- ルパン三世（1977年 - 1980年、日本テレビ）
- ハロー!サンディベル（1981年 - 1982年、テレビ朝日）
- パタリロ!（1982年、フジテレビ）
- ぼくパタリロ!（1982年 - 1983年、フジテレビ）
- 銀河漂流バイファム（1983年 - 1984年、TBS・MBS）
- ストップ!! ひばりくん!（1983年 - 1984年、フジテレビ）
- 超力ロボ ガラット（1984年 - 1985年、テレビ朝日）
- Gu-Guガンモ（1984年 - 1985年、フジテレビ）
- 蒼き流星SPTレイズナー（1985年 - 1986年、日本テレビ）
- それいけ!アンパンマン（1988年 - 2010年、日本テレビ）

### 原画
- 柔道讃歌（1974年、日本テレビ）
- 円卓の騎士物語 燃えろアーサー（1979年 - 1980年、フジテレビ）
- 花の子ルンルン（1979年 - 1980年、テレビ朝日）
- 燃えろアーサー 白馬の王子（1980年、フジテレビ）
- シティーハンター3（1989年、日本テレビ）

### 映画
- カムイの剣（1985年）原画
- 風を見た少年（1987年）原画
- 銀河英雄伝説 わが征くは星の大海 (1988年) 原画
- それいけ!アンパンマン とべ! とべ! ちびごん（1991年）原画
- それいけ!アンパンマン つみき城のひみつ（1992年）原画
- それいけ!アンパンマン 恐竜ノッシーの大冒険（1993年）原画
- それいけ!アンパンマン リリカル☆マジカルまほうの学校（1994年）原画
- それいけ!アンパンマン ゆうれい船をやっつけろ!! （1995年）原画
- それいけ!アンパンマン 空とぶ絵本とガラスの靴（1996年）原画
- ルパン三世 DEAD OR ALIVE（1996年）原画
- それいけ!アンパンマン 虹のピラミッド（1997年）原画
- それいけ!アンパンマン ぼくらはヒーロー（1997年）作画監督・原画
- それいけ!アンパンマン てのひらを太陽に（1998年）原画
- それいけ!アンパンマン アンパンマンとおかしな仲間（1998年）作画監督・原画
- それいけ!アンパンマン やきそばパンマンとブラックサボテンマン（2000年）作画監督・原画
- それいけ!アンパンマン コキンちゃんとあおいなみだ（2006年）作画監督・原画
- それいけ!アンパンマン ホラーマンとホラ・ホラコ（2007年）原画
- それいけ!アンパンマン ヒヤヒヤヒヤリコとばぶ・ばぶばいきんまん（2008年）原画

### DVD
- 蒼き流星SPTレイズナー（バップ）